# Eredivisie 2018/19 (mannenvoetbal)/Transfers winter
Dit is een lijst van transfers uit de Nederlandse Eredivisie in de winter van het jaar 2019 als voorbereiding op de tweede helft van het seizoen 2018/19. Hierin staan alleen transfers die clubs uit de Eredivisie hebben voltooid.
De transferperiode duurt van 1 januari 2019 tot 31 januari 2019. Deals mogen op elk moment van het jaar gesloten worden, maar de transfers zelf mogen pas in de transferperiodes plaatsvinden. Transfervrije spelers (spelers zonder club) mogen op elk moment van het jaar gecontracteerd worden.
| Speler                 | Nationaliteit           | Oude club                       | Nieuwe club               | Extra           |
| ---------------------- | ----------------------- | ------------------------------- | ------------------------- | --------------- |
| Dirk Abels             | Nederland               | PSV                             | Sparta Rotterdam          | Onbekend bedrag |
| Myenty Abena           | Nederland / Suriname    | De Graafschap                   | FC Spartak Trnava         | Onbekend bedrag |
| Uriel Antuna           | Mexico                  | FC Groningen                    | Manchester City FC        | Was gehuurd     |
| Andrija Balić          | Kroatië                 | Udinese                         | Fortuna Sittard           | Gehuurd         |
| Riechedly Bazoer       | Nederland / Curaçao     | VfL Wolfsburg                   | FC Utrecht                | Gehuurd         |
| Iliass Bel Hassani     | Nederland / Marokko     | AZ                              | FC Groningen              | Gehuurd         |
| Charlison Benschop     | Curaçao / Nederland     | FC Ingolstadt 04                | De Graafschap             | Gehuurd         |
| Rogier Benschop        | Nederland               | PEC Zwolle                      | Zonder club               | Transfervrij    |
| Nigel Bertrams         | Nederland               | FC Nordsjælland                 | De Graafschap             | Gehuurd         |
| Fabian Beukhof         | Nederland               | PEC Zwolle                      | Zonder club               | Transfervrij    |
| Sven Braken            | Nederland               | N.E.C.                          | FC Emmen                  | Gehuurd         |
| Mattijs Branderhorst   | Nederland               | Willem II                       | N.E.C.                    | Verhuurd        |
| Christopher Braun      | Duitsland / Ghana       | Fortuna Sittard                 | OFI Kreta                 | Transfervrij    |
| Bo Breukers            | Nederland               | Fortuna Sittard                 | FC Dordrecht              | Verhuurd        |
| Jordy Bruijn           | Nederland               | sc Heerenveen                   | N.E.C.                    | Verhuurd        |
| Thomas Bruns           | Nederland               | Vitesse                         | FC Groningen              | Gehuurd         |
| Dave Bulthuis          | Nederland               | sc Heerenveen                   | Ulsan Hyundai FC          | € 300.000       |
| Jurich Carolina        | Curaçao / Nederland     | NAC Breda                       | FC Den Bosch              | Verhuurd        |
| Mateo Cassierra        | Colombia                | FC Groningen                    | AFC Ajax                  | Was verhuurd    |
| Mateo Cassierra        | Colombia                | AFC Ajax                        | Racing Club de Avellaneda | Verhuurd        |
| Pelle Clement          | Nederland               | Reading FC                      | PEC Zwolle                | Transfervrij    |
| Jordy Croux            | België                  | Willem II                       | MVV Maastricht            | Verhuurd        |
| Dai Wai-tsun           | Hongkong / Engeland     | Oxford United FC                | FC Utrecht                | Gehuurd         |
| Mohammed Dauda         | Ghana                   | RSC Anderlecht                  | Vitesse                   | Gehuurd         |
| Vince Gino Dekker      | Nederland               | AZ                              | Go Ahead Eagles           | Transfervrij    |
| Mahamadou Dembélé      | Frankrijk               | Red Bull Salzburg               | Fortuna Sittard           | Gehuurd         |
| Dorian Dervite         | Frankrijk               | Royal Charleroi Sporting Club   | NAC Breda                 | Gehuurd         |
| Ibrahim Drešević       | Zweden                  | IF Elfsborg                     | sc Heerenveen             | Onbekend bedrag |
| Ferdy Druijf           | Nederland               | AZ                              | N.E.C.                    | Gehuurd         |
| Laros Duarte           | Nederland / Kaapverdië  | PSV                             | Sparta Rotterdam          | Gehuurd         |
| Dennis Eckert          | Duitsland / Spanje      | Celta de Vigo                   | Excelsior                 | Gehuurd         |
| Zakaria El Azzouzi     | Nederland / Marokko     | AFC Ajax                        | Zonder club               | Transfervrij    |
| Mohamed El Hankouri    | Marokko / Nederland     | Feyenoord                       | FC Groningen              | Onbekend bedrag |
| Kjelt Engbers          | Nederland               | FC Emmen                        | VV Hoogeveen              | Transfervrij    |
| Agil Etemadi           | Iran / Nederland        | De Graafschap                   | Almere City FC            | Onbekend bedrag |
| Lassana Faye           | Nederland / Senegal     | Vitesse                         | Sparta Rotterdam          | Onbekend bedrag |
| Tim Freriks            | Nederland               | FC Groningen                    | FC Utrecht                | Transfervrij    |
| Fred Friday            | Nigeria                 | AZ                              | FC Twente                 | Verhuurd        |
| Alex Gersbach          | Australië               | Rosenborg BK                    | NAC Breda                 | Onbekend bedrag |
| Paul Gladon            | Nederland               | Wolverhampton Wanderers         | FC Groningen              | Transfervrij    |
| Robbie Haemhouts       | België                  | NAC Breda                       | Einde carrière            | Gestopt         |
| Mohamed Hamdaoui       | Nederland / Marokko     | De Graafschap                   | FC Twente                 | Verhuurd        |
| Mike Hauptmeijer       | Nederland               | PEC Zwolle                      | Achilles '29              | Verhuurd        |
| Giovanni Hiwat         | Nederland / Suriname    | PEC Zwolle                      | Syrianska FC              | Transfervrij    |
| Jeroen Houwen          | Nederland               | Telstar                         | Vitesse                   | Was verhuurd    |
| Alexander Isak         | Zweden / Eritrea        | Borussia Dortmund               | Willem II                 | Gehuurd         |
| Nicolas Isimat-Mirin   | Frankrijk               | PSV                             | Beşiktaş JK               | € 350.000       |
| Ko Itakura             | Japan                   | Manchester City FC              | FC Groningen              | Gehuurd         |
| Dennis Johnsen         | Noorwegen               | AFC Ajax                        | sc Heerenveen             | Verhuurd        |
| Ažbe Jug               | Slovenië                | Clubloos                        | Fortuna Sittard           | Transfervrij    |
| Sullay Kaikai          | Engeland / Sierra Leone | Crystal Palace FC               | NAC Breda                 | Transfervrij    |
| Khalid Karami          | Nederland / Marokko     | Vitesse                         | NAC Breda                 | Gehuurd         |
| Mats Knoester          | Nederland               | Feyenoord                       | Heracles Almelo           | Onbekend bedrag |
| Dimitris Kolovos       | Griekenland             | Willem II                       | KV Mechelen               | Was verhuurd    |
| Rutger Koopman         | Nederland               | PEC Zwolle                      | Zonder club               | Transfervrij    |
| Michiel Kramer         | Nederland               | Maccabi Haifa                   | FC Utrecht                | Transfervrij    |
| Bas Kuipers            | Nederland               | ADO Den Haag                    | FC Viitorul Constanța     | Onbekend bedrag |
| Nick Kuipers           | Nederland               | ADO Den Haag                    | FC Emmen                  | Verhuurd        |
| Keelan Lebon           | Frankrijk               | Paris FC                        | FC Utrecht                | Gehuurd         |
| Michael de Leeuw       | Nederland               | Chicago Fire SC                 | FC Emmen                  | Transfervrij    |
| Ruben Ligeon           | Nederland / Suriname    | PEC Zwolle                      | De Graafschap             | Verhuurd        |
| Andrej Lukić           | Kroatië                 | SC Braga                        | FC Emmen                  | Gehuurd         |
| Ramon Pascal Lundqvist | Zweden                  | PSV                             | NAC Breda                 | Transfervrij    |
| Lisandro Magallán      | Argentinië / Italië     | CA Boca Juniors                 | AFC Ajax                  | € 9.000.000     |
| Cuco Martina           | Curaçao / Nederland     | Southampton FC                  | Feyenoord                 | Gehuurd         |
| Tashreeq Matthews      | Zuid-Afrika             | Borussia Dortmund               | FC Utrecht                | Gehuurd         |
| Azor Matusiwa          | Nederland / Angola      | AFC Ajax                        | De Graafschap             | Gehuurd         |
| Maxim van der Meer     | Nederland               | PEC Zwolle                      | Zonder club               | Transfervrij    |
| Rick van der Meer      | Nederland               | FC Utrecht                      | VV Katwijk                | Transfervrij    |
| Ahmad Mendes Moreira   | Nederland               | FC Groningen                    | Telstar                   | Verhuurd        |
| Anil Mercan            | Turkije / Nederland     | Vitesse                         | Konya Anadolu Selçukspor  | Onbekend bedrag |
| Pascal Mulder          | Nederland               | PEC Zwolle                      | Zonder club               | Transfervrij    |
| Yuta Nakayama          | Japan                   | Kashiwa Reysol                  | PEC Zwolle                | Onbekend bedrag |
| Nico Neidhart          | Duitsland               | Sportfreunde Lotte              | FC Emmen                  | Onbekend bedrag |
| Nicolai Næss           | Noorwegen               | sc Heerenveen                   | Sarpsborg 08 FF           | Transfervrij    |
| Luis Manuel Orejuela   | Colombia                | AFC Ajax                        | Cruzeiro EC               | Gehuurd         |
| Vangelis Pavlidis      | Griekenland             | VfL Bochum                      | Willem II                 | Gehuurd         |
| Nick Plomper           | Nederland               | FC Groningen                    | Telstar                   | Transfervrij    |
| Kevin Reimink          | Nederland               | PEC Zwolle                      | Zonder club               | Transfervrij    |
| Marco Rojas            | Nieuw-Zeeland / Chili   | sc Heerenveen                   | SønderjyskE               | Transfervrij    |
| Olivier Rommens        | België                  | NAC Breda                       | TOP Oss                   | Transfervrij    |
| Oğulcan Sadıroğlu      | Turkije / Nederland     | AZ                              | Zonder club               | Transfervrij    |
| Gianluca Scamacca      | Italië                  | PEC Zwolle                      | US Sassuolo               | Was gehuurd     |
| Jairo Schet            | Nederland / Suriname    | PEC Zwolle                      | Zonder club               | Transfervrij    |
| Szabolcs Schön         | Hongarije               | AFC Ajax                        | Zonder club               | Transfervrij    |
| Jari Schuurman         | Nederland               | Feyenoord                       | FC Dordrecht              | Verhuurd        |
| Kaj Sierhuis           | Nederland               | AFC Ajax                        | FC Groningen              | Gehuurd         |
| Andreas Skovgaard      | Denemarken              | FC Nordsjælland                 | sc Heerenveen             | Transfervrij    |
| Fran Sol               | Spanje                  | Willem II                       | Dinamo Kiev               | € 3.500.000     |
| Sylla Sow              | Nederland / Senegal     | FC Utrecht                      | RKC Waalwijk              | Onbekend bedrag |
| Levi van der Spek      | Nederland               | PEC Zwolle                      | Zonder club               | Transfervrij    |
| Easah Suliman          | Engeland / Pakistan     | FC Emmen                        | Aston Villa FC            | Was verhuurd    |
| Crysencio Summerville  | Nederland               | Feyenoord                       | FC Dordrecht              | Gehuurd         |
| Joran Swart            | Nederland               | PEC Zwolle                      | Zonder club               | Transfervrij    |
| Anthony Syhre          | Duitsland               | FC Würzburger Kickers           | Fortuna Sittard           | Onbekend bedrag |
| Renato Tapia           | Peru                    | Feyenoord                       | Willem II                 | Gehuurd         |
| Jordy Thomassen        | Nederland               | De Graafschap                   | Adelaide United           | Verhuurd        |
| Lennart Thy            | Duitsland               | Büyükşehir Belediye Erzurumspor | PEC Zwolle                | Transfervrij    |
| Lassina Traoré         | Burkina Faso            | Ajax Cape Town                  | AFC Ajax                  | Transfervrij    |
| Alessandro Tripaldelli | Italië                  | PEC Zwolle                      | US Sassuolo               | Was gehuurd     |
| Bruno Varela           | Portugal / Kaapverdië   | SL Benfica                      | AFC Ajax                  | Gehuurd         |
| Odysseus Velanas       | Nederland / Griekenland | FC Utrecht                      | Helmond Sport             | Verhuurd        |
| Vinnie Vermeer         | Nederland / Indonesië   | NAC Breda                       | Nashville SC              | Transfervrij    |
| Vincent Vermeij        | Nederland               | Heracles Almelo                 | FC Den Bosch              | Verhuurd        |
| André Vidigal          | Portugal / Angola       | Fortuna Sittard                 | APOEL Nicosia             | Verhuurd        |
| Marios Vrousai         | Griekenland / Albanië   | Olympiakos Piraeus              | Willem II                 | Gehuurd         |
| Rasmus Wendt           | Zweden                  | BK Häcken                       | AZ                        | Transfervrij    |
| Maximilian Wöber       | Oostenrijk              | AFC Ajax                        | Sevilla FC                | Verhuurd        |
| Shaquille Woudstra     | Curaçao / Nederland     | PEC Zwolle                      | Zonder club               | Transfervrij    |
| Saku Ylätupa           | Finland                 | AFC Ajax                        | AIK Fotboll               | Onbekend bedrag |
| Agim Zeka              | Albanië                 | Lille OSC                       | Fortuna Sittard           | Gehuurd         |
| Arbër Zeneli           | Kosovo / Zweden         | sc Heerenveen                   | Stade de Reims            | € 4.000.000     |
| Joël Zwarts            | Nederland / Suriname    | Feyenoord                       | FC Dordrecht              | Verhuurd        |

2007/08 (zomer · winter) · 
2008/09 (zomer · winter) · 
2009/10 (zomer · winter) · 
2010/11 (zomer · winter) · 
2011/12 (zomer · winter) · 
2012/13 (zomer · winter) · 
2013/14 (zomer · winter) · 
2014/15 (zomer · winter) · 
2015/16 (zomer · winter) · 
2016/17 (zomer · winter) ·
2017/18 (zomer · winter) ·
2018/19 (zomer · winter) ·
2019/20 (zomer · winter) ·
2020/21 (zomer · winter) ·
2021/22 (zomer · winter) ·
2022/23 (zomer · winter) ·
2023/24 (zomer · winter) ·
2024/25 (zomer · winter) ·